# ファタ・モルガーナ・ラネズ
ファタ・モルガーナ・ラネズ（デンマーク語: Fata Morgana Landet）は、北極・グリーンランド海に存在したとされた疑存島。デンマークの自治領であるグリーンランドとノルウェー領のスヴァールバル諸島の間、グリーンランド海の北端に存在すると推定された。

## 歴史
1906年から1908年の間、ルートヴィヒ・ミュリウス＝イヒクソン、ユハン・ペーター・コッホ、オーゲ・ベルテルセンらによって実施されたデンマーク遠征探検において、1907年に初めてファタ・モルガーナ・ラネズが北緯80度00分 西経10度00分 / 北緯80.000度 西経10.000度付近に存在したと報告された。伝えられることによれば、この存在の不確かな土地は、1933年にラウゲ・コッホが空から、同様に1935年にペーター・フロイヘン、1937年にイヴァン・パパニンらが報告している。後に噂された目撃例によれば、ラウゲ・コッホは1938年にスヴァールバル諸島から飛行艇を用いた遠征を行ったが、その痕跡すら見つけることが出来なかった。
このファタ・モルガーナ・ラネズとして報告された土地は、トビアス島（デンマーク語: Tobias Ø、グリーンランド語：Tuppiap Qeqertaa）である可能性が高いと考えられている。トビアス島は、ファタ・モルガーナ・ラネズのあったとされた場所から南西方向に存在する岩肌ばかりの不毛な島である。グリーンランドの北東の海岸から約70kmの位置にあるトビアス島は、1993年になってようやく正確な位置が確定された島であった。